# Културен герой
Културният герой (на английски: Culture hero, на френски: Heros civilisateur, на немски: Heilbringer) е митологичен персонаж, на когото се приписват различни придобивки, важни за човечеството или за отделни народи и общности.  Такива придобивки са например огънят, изобретяването на оръдията на труда и занаятите, опитомяване на животни и култивиране на растения, въвеждането на социални и семейни правила, магически ритуали и други.